# تناستوم فضي
التناستوم الفضي (باللاتينية: Tanacetum argenteum) نوع نباتي ينتمي إلى جنس التناستوم من الفصيلة النجمية.

## البيئة والانتشار
موطنه بلاد الشام وتركيا.

## مرادفات للاسم العلمي
- (باللاتينية: Achillea argentea Lam.)
- (باللاتينية: Hemipappus argenteus (Lam.) Tzvelev)
- (باللاتينية: Pyrethrum argenteum (Lam.) Boiss.)
- (باللاتينية: Pyrethrum leucophyllum Boiss. & Hausskn.)